# 萨亚克 (洛特省)
萨亚克（法語：Saillac，法語發音：[sajak]）是法国洛特省的一个市镇，属于卡奥尔区。

## 地理
萨亚克（44°19'53"N, 1°45'37"E）面积16.28 平方千米，位于法国奧克西塔尼大區洛特省，该省份为法国西南部内陆省份，北起顺时针与科雷兹省、康塔爾省、阿韦龙省、塔恩-加龙省、洛特-加龍省和多尔多涅省接壤。
与萨亚克接壤的市镇（或旧市镇、城区）包括：圣普罗热、巴克、瓦赖尔。

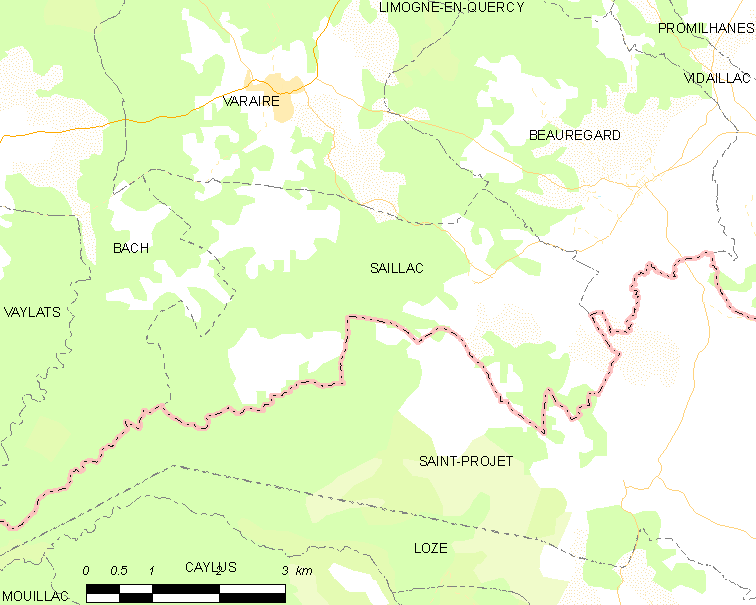
的OSM定位图

萨亚克的时区为UTC+01:00、UTC+02:00（夏令时）。

## 行政
萨亚克的邮政编码为46260，INSEE市镇编码为46247。

## 政治
萨亚克所属的省级选区为南凯尔西边区县。

## 人口

1962-2008年间人口变化图示

萨亚克于2022年1月1日时的人口数量为148人。